# Таркос, Кристоф
Кристоф Таркос (фр. Christophe Tarkos; 15 сентября 1963, Марсель — 30 ноября 2004) — французский поэт и хореограф.
Создатель нескольких короткоживущих поэтических журналов («Poèzie Prolétèr», FACIAL и, вместе с Филиппом Беком, Quaderno). Выпустил первую книгу стихов в 1998 году. Критика отмечала, что поэтика Таркоса развивает открытия Гертруды Стайн и Сэмюэла Беккета; Кристиан Прижан, в частности, в 1999 году писал о Таркосе:

Мало кто из писателей умеет с такой неотразимой смесью тончайшей нежности и невозмутимой жестокости познакомить нас с болезнью языка, проходящего лезвием между миром и нами.

На русский язык стихи Таркоса переводил Василий Кондратьев.

## Сочинения
- Caisses (1998)
- La Valeur Sublime (1998)
- Le Signe = (1999)
- L’Argent (1999)
- Cage (1999)
- PAN (2000)
- Anachronisme (2001)
- Processe  (2003)
- Écrits poétiques, POL (2008)